# Herbert Utner
Herbert Utner (* 18. November 1887 in Jauernig, Österreichisch-Schlesien; † 19. Juni 1968) war ein österreichischer bzw. tschechoslowakischer Baumeister.

## Leben und Wirken
Der Sohn des Jauerniger Baumeisters Alois Utner junior (1857–1908) wurde im Haus Nr. 127 in Jauernig geboren. Er wuchs in der von seinem Vater errichteten Utner-Villa (heute ul. Míru č.p. 356) auf. Nach dem Abschluss der Volksschule besuchte Utner von 1903 bis 1907 die Abteilung Bauwesen der Staatlichen Gewerbeschule Reichenberg (Liberec). Im darauffolgenden Jahr kehrte er nach Jauernig zurück, um nach dem plötzlichen Tod seines Vaters dessen Aufträge unter Aufsicht fortzuführen. In dieser Zeit leitete Utner den Bau der Villa Hohlbaum in Jauernig, entwarf einen neuen Aussichtsturm für die Heidelkoppe (Borůvková hora) bei Krautenwalde (Travná) und errichtete mehrere landwirtschaftliche Gehöfte in der Gegend um Jauernig.
Anschließend zog er nach Wien, um als Geselle beim Baumeister Hopf die erforderlichen praktischen Prüfungen abzulegen. Seine Prüfung als Bauingenieur bestand er mit Auszeichnung; im Jahre 1912 konnte er das von seinem Großvater Alois Utner gegründete Familienunternehmen übernehmen und fortführen. In den zwei Jahren bis zum Ausbruch des Ersten Weltkrieges war Utner am Bau der Villa Frey und des Jauerniger Kinos beteiligt. Am 1. August 1914 erfolgte seine Einberufung zum Militärdienst. Während des Krieges kommandierte Utner als Hauptmann eine Pioniereinheit und wurde schwer verwundet.
Ende Oktober 1918 nahm Utner seine Tätigkeit als Baumeister wieder auf. Durch die nach der Gründung der Tschechoslowakei einsetzende Rezession im Baugewerbe geriet Utners Unternehmen in Schwierigkeiten. Nach der Überwindung dieser Stagnationsphase erlebte die Firma Utner seit Beginn der 1920er Jahre eine Blüte, da Herbert Utner es gut verstand, Schönheit und Nützlichkeit zu verbinden. Herbert Utner rekonstruierte eine Vielzahl historischer Gebäudefassaden in Jauernig und errichtete zugleich auch Neubauten. Das dabei entstandene neue harmonische Stadtbild ist sein maßgebliches Verdienst. Mit 250 bis 300 Beschäftigten war die Firma Ing. Herbert Utner – Baumeister, Jauernig das größte Bauunternehmen in den Gerichtsbezirken Jauernig und Weidenau. Nach einem Werbeinserat umfasste das Portfolio Sägewerk, Holzhandel, Ziegelwerk, Kunststeinerzeugung, Eisenbetonbau und Terrazzoarbeiten; die Pension Isolde wurde verpachtet.
Zu seinen Werken gehören der Umbau des Jauerniger Rathauses, der Klosterschule, der Stadtsparkasse, der Hotels Kupka, Schubert und Krone, der Gasthäuser „Grüner Baum“ und „Seifert & Peschke“ sowie des Schlosses Weißwasser (Bílá Voda). Utner errichtete in Jauernig Villen für den Notar Patera und den Arzt Ludwig sowie neue Wohnhäuser für die Familien Kindt, Heinold, Kolb, Volkmer, Teuschert und Gröger. An der Straße nach Ober Forst (Horní Fořt) ließ er mehrere neue Wohngebäude bauen. Die von seinem Vater errichtete Georgshalle (Tančírna) erweiterte er. Zugleich beschäftigte er sich auch mit der Gestaltung von Schrebergärten. 1930 errichtete Utner in Krebsgrund (Račí Údolí) für seinen Sohn Wolfgang das „Haus Isolde“. Weitere Werke waren das Freibad in Jauernig, die Baude auf der Heidelkoppe und das Lehrlingswohnheim in Ober Hermsdorf (Horní Heřmanice). Außerdem führte er u. a. Renovierungsarbeiten in den Kirchen von Jauernig, Barzdorf (Bernartice), Sörgsdorf (Uhelná), Waldek (Zálesí), Weißbach (Bílý Potok) und Weißwasser Markt (Městys Bílá Voda) sowie bischöflichen Forsthäusern durch. Auf eigenem Grund in Jauernig baute er eine Kolonie von elf Wohnhäusern (Nr. 186–187). Seine 1924 vorgelegten Pläne zum Bau einer Kapelle in Ober Forst wurden nicht realisiert.
Während des Zweiten Weltkrieges endete Utners umfangreiches Schaffen, das sich über den gesamten Bezirk Freiwaldau (Okres Jeseník) erstreckte. Er wurde zur Wehrmacht einberufen und geriet als Kompanieführer einer Pioniereinheit vor Moskau in sowjetische Kriegsgefangenschaft. Nach seiner Entlassung und der zwischenzeitlichen Vertreibung seiner Familie aus der wiedererrichteten Tschechoslowakei wagte Utner in Wien den Neuanfang als Bauunternehmer. Wegen der dortigen starken Konkurrenz konnte er jedoch nicht an seine früheren Erfolge anknüpfen. In der Sudetendeutschen Landsmannschaft in Österreich engagierte sich Utner seit ihrer Gründung als Obmann der Heimatgruppe Jauernig-Weidenau. Auf Grund von Erkrankungen beendete er 1968 sein Leben.

## Werke
- Villa Hohlbaum  in Jauernig (Javorník) (1908)
- hölzerner Aussichtsturm auf der Heidelkoppe (1908)
- Umbau des spätbarocken Bürgerhauses Miltschützki in Jauernig, heute ul. 17. listopadu č. p. 474 (1908)[5]
- mehrere Villen in Jauernig
- Umbau des Schlosses Weißwasser
- Schutzhütte des Mährisch-Schlesischen Sudetengebirgsvereins auf der Heidelkoppe (Borůvková hora) (1929)
- Haus Isolde in Krebsgrund (Račí Údolí) (1930), Wohnhaus, Pension und Gaststätte, heute Penzion Isolde[6]
- Rekonstruktion des Rathauses in Jauernig, (vollendet 1935); die in diesem Zusammenhang und der Umbenennung des Ringplatzes in Masaryk-Platz angebrachte Gedenktafel entwarf Utner am 25. Januar 1935.